# María Jesús Montero
María Jesús Montero Cuadrado (Siviglia, 4 febbraio 1966) è una medica e politica spagnola, ministra delle Finanze nei governi Sánchez I, II e III. Dal 2023, è inoltre vicepresidente del Governo nel Governo Sánchez III.
Dal 23 luglio 2022, è anche vicesegretaria del PSOE. Tra il 2004 e il 2018, ha ricoperto l'incarico di consigliere in diversi dipartimenti della Giunta dell'Andalusia.

## Biografia
Figlia di insegnanti, Montero ha una laurea in Medicina e Chirurgia presso l'Università di Siviglia e un master in management presso la business school dell'EADA. Ha ricoperto varie posizioni di responsabilità durante la sua carriera, principalmente legate alla specializzazione della gestione della sanità. È stata presidente del comitato per la marginalizzazione del Consiglio dei giovani dell'Andalusia tra il 1986 e il 1988 e, successivamente, segretaria generale dello stesso fino al 1990.

## Carriera politica
Tra settembre 2002 e aprile 2004 ha ricoperto la carica di viceministra della salute della Giunta dell'Andalusia, dopo di che è stata nominata capo del Ministero regionale della sanità, carica che ha mantenuto fino a maggio 2012, data dalla quale ha assunto la salute portafoglio e assistenza sociale.
Dal 9 settembre 2013 al 6 giugno 2018 è stata Ministra delle finanze e della pubblica amministrazione della Giunta dell'Andalusia. A capo di questo dipartimento, ha redatto e approvato cinque bilanci senza una maggioranza assoluta in Parlamento, uno con l'appoggio di Izquierda Unida e quattro con Ciudadanos.
A seguito della mozione di censura presentata dal Partito Socialista Operaio Spagnolo contro il governo di Mariano Rajoy, approvata dal Congresso dei Deputati il 1 giugno 2018, il nuovo primo ministro Pedro Sánchez l'ha nominata Ministra delle Finanze del nuovo governo. Il 7 giugno assume la carica di ministra davanti al re al Palazzo della Zarzuela.

## Vita privata
Sposata con Rafael Ibáñez Reche, ha due figli.